# Tibia curta
Tibia curta (nomeada, em inglês, Indian tibia; no passado considerada uma subespécie de Tibia insulaechorabː Tibia insulaechorab curta) é uma espécie de molusco gastrópode marinho pertencente à família Rostellariidae (antes entre os Strombidae). Foi classificada por George Brettingham Sowerby II, em 1842, denominada Rostellaria curta; sendo nativa do norte do oceano Índico, do golfo Pérsico e costas de Omã, no mar da Arábia, até o golfo de Bengala, nas costas da Índia.

## Descrição da concha e hábitos
Concha pesada e sólida, de coloração alaranjada ou avermelhada a castanha, com uma faixa mais escura abaixo de cada volta espiral, e atingindo os 18.5 centímetros de comprimento, quando desenvolvida; alongada, de espiral alta e bem aparente, com sua superfície lisa. Seu canal sifonal é delicado, mais alongado e menos curvo do que em Tibia insulaechorab. Lábio externo contendo geralmente 5 a 6 prolongamentos destacados, em forma de pequenos calos, e se prolongando numa estrutura que envolve sua penúltima volta. Columela e interior da abertura de coloração branca. Opérculo córneo, em forma de folha.

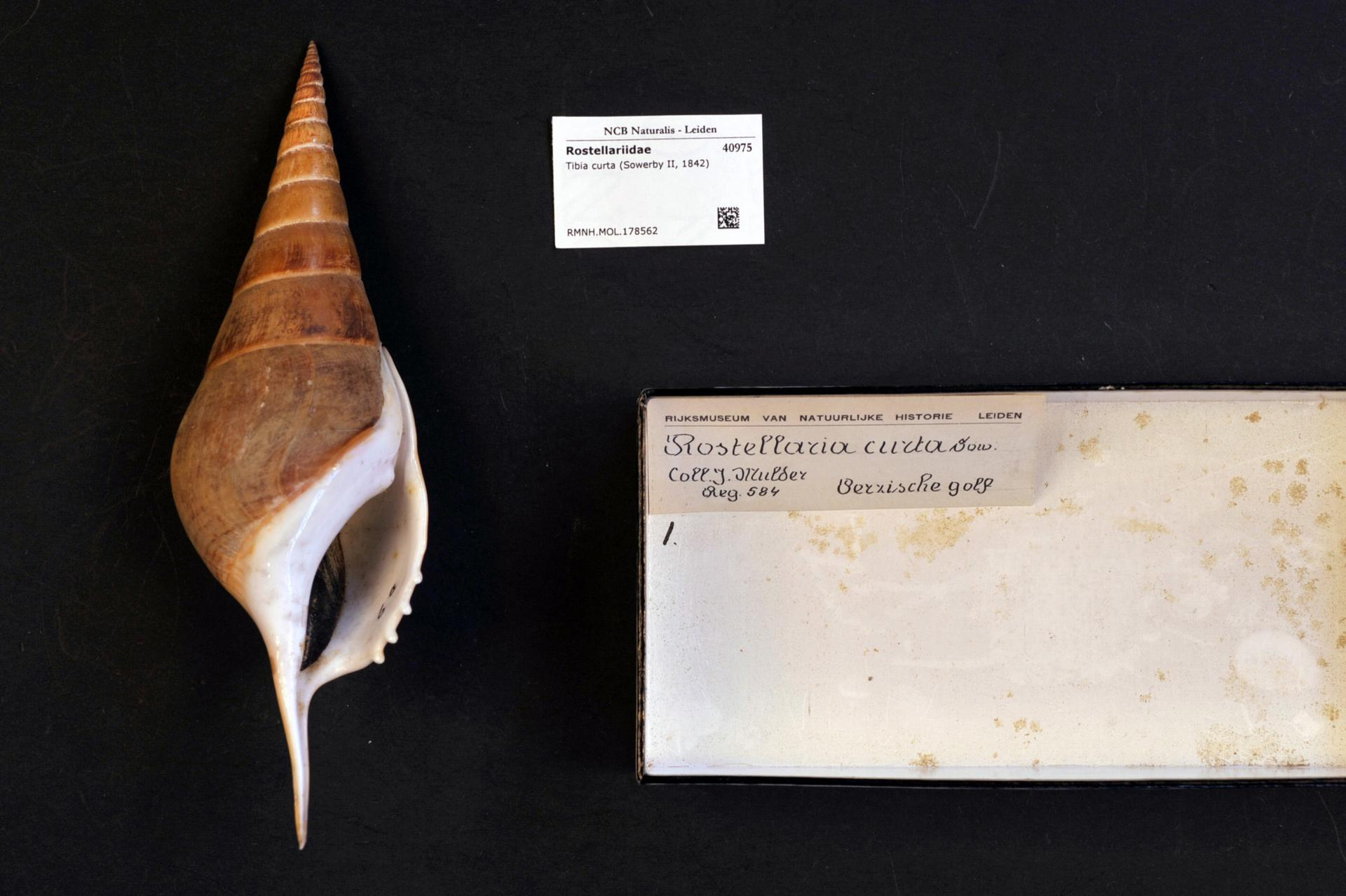
Uma fotografia da vista inferior da concha de T. curta; espécime da coleção do Museu de História Natural de Leiden.

É encontrada em águas moderadamente profundas, entre a faixa dos 30 aos 50 metros.